# Environnement en Pologne
L'environnement en Pologne est l'environnement (« ensemble des éléments - biotiques ou abiotiques - qui entourent un individu ou une espèce et dont certains contribuent directement à subvenir à ses besoins ») du pays Pologne. 
Historiquement, le développement d'une industrie lourde, d'une agriculture intensive et l'exploitation importante des ressources naturelles notamment le charbon, ont eu un impact important sur le territoire (destruction de milieux, pollution lourde des eaux et des sols, acidification des terres...) et l'environnement (pollution de l'air, émission importante de gaz à effet de serre...). Ce pays est l’un des plus importants producteurs agricoles de l’Union européenne.

## La biodiversité en Pologne

### Écosystèmes, faune et flore

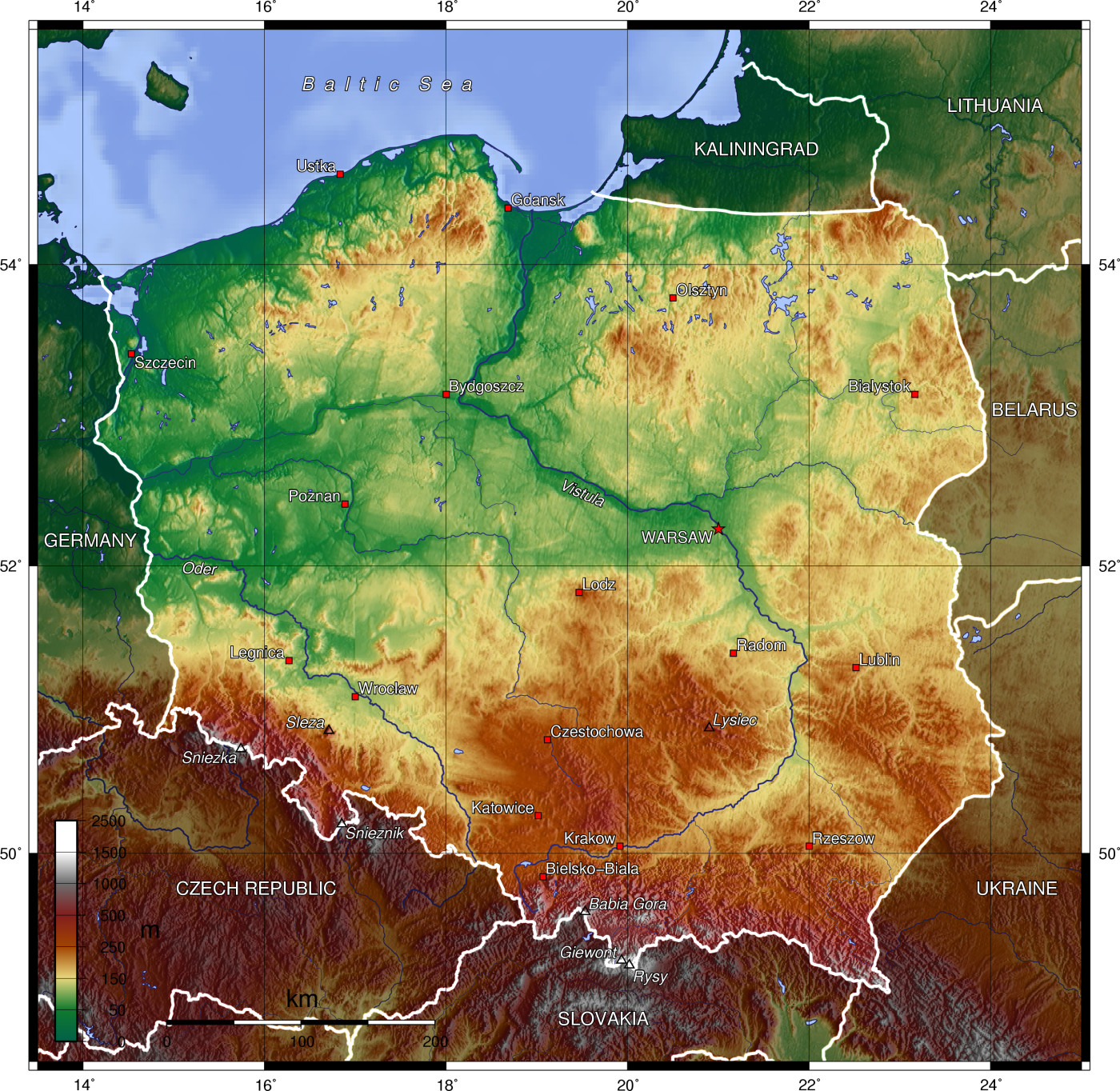
Carte topographique de la Pologne.

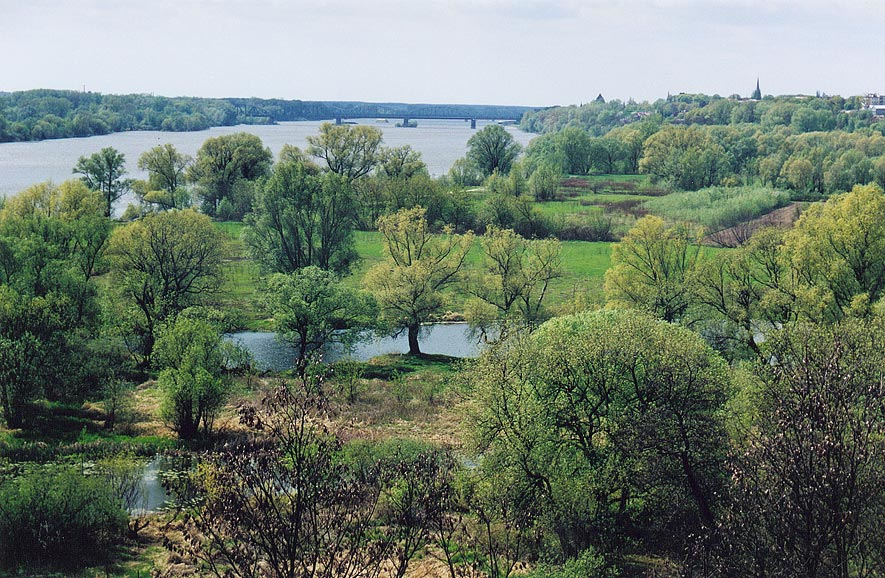
Vallée de la Vistule à l'est de Toruń.

Le pays, constitué par la Plaine européenne du Nord, borde les rives nord de la mer Baltique (nord du pays), et la chaine montagneuse des Carpates et des Sudètes au sud. L'altitude maximale est de 2 499 mètres. Le pays est traversé par deux fleuves se jetant dans la mer Baltique, la Vistule et l'Oder, ainsi que par la Warta et le Bug (rivières), et par de nombreux autres cours d'eau. Avec près de dix mille lacs de plus d'un hectare, la Pologne est l'un des pays au monde qui en compte le plus. Le désert de Błędów, d'une surface totale de 32 km2, est par ailleurs l'un des cinq seuls déserts naturels en Europe, et le plus chaud à cette latitude.
Les forêts couvrent 28 % du territoire polonais. Au nord de la plaine centrale, la région des lacs comprend les dernières forêts primitives d'Europe. C'est un habitat important pour des grands mammifères. Beaucoup d'animaux qui se sont depuis éteints dans d'autres parties de l'Europe survivent toujours en Pologne, telle que le bison d'Europe dans la forêt de Białowieża et en Podlasie. D'autres espèces incluent l'ours brun dans la forêt de Białowieża, dans les Tatras et dans les Beskides au sud du voïvodie des Basses-Carpates ; le loup gris et le lynx d'Eurasie dans diverses forêts, les élans dans le Nord de la Pologne et le castor en Mazurie, en Poméranie et en Podlasie. Dans les forêts, on rencontre également des gibiers, tel que des cerfs élaphe, des chevreuils et des sangliers.
Avec 420 espèces, les oiseaux sont bien représentés. La Pologne est l'endroit de couvée le plus important pour les oiseaux migrateurs européens. Parmi tous les oiseaux migrateurs qui viennent en Europe pour l'été, un quart se reproduisent en Pologne, en particulier dans la région des lacs et dans les zones marécageuses le long de la Biebrza, du Narew, et de la Warta, qui font partie de réserves naturelles ou de parcs nationaux. En Mazurie, il y a des villages dans lesquels les cigognes dépassent le nombre de personnes.

### Zones protégées

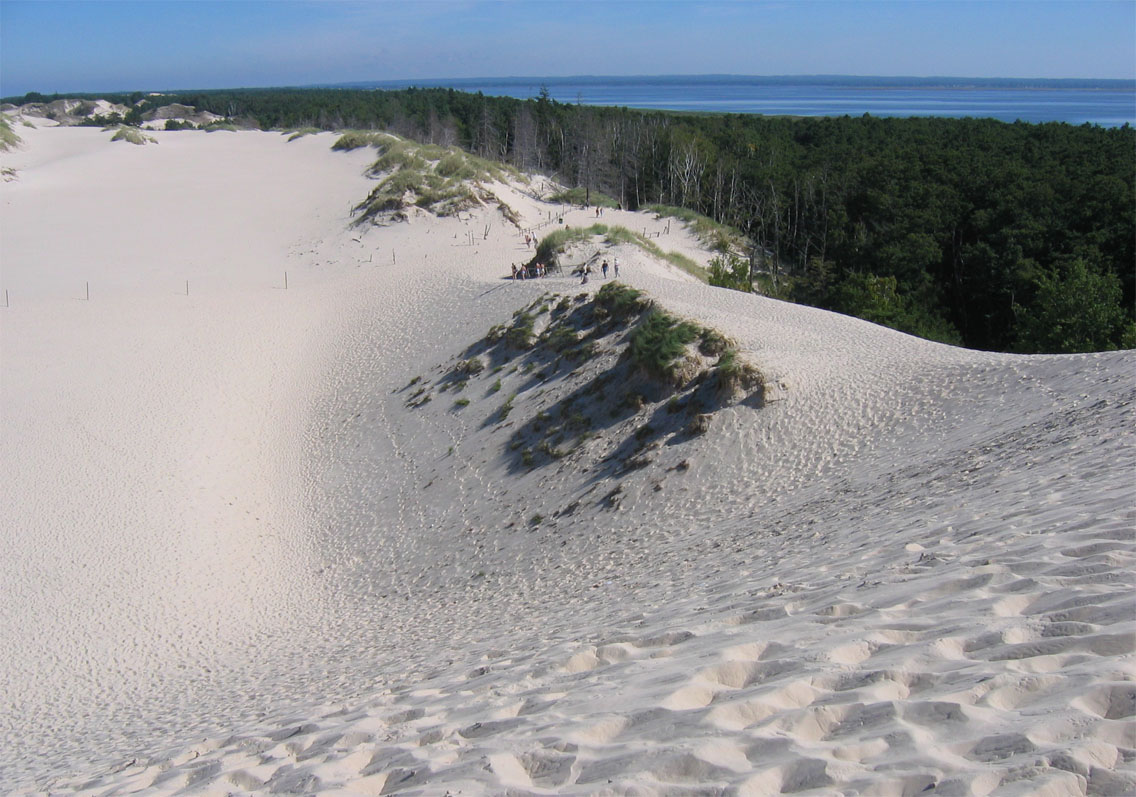
Parc national de Słowiński.

La Pologne compte 23 parcs nationaux (Parki narodowe), étendus sur une superficie totale de 3 145 km2. 10 d'entre eux sont également réserve de biosphère de l'UNESCO. 
La forêt de Białowieża est classée en partie patrimoine mondial de l'Unesco en 1979. En 2016, un plan de lutte controversé contre une invasion d'insectes xylophages, les scolytes (coléoptères) conduit à quintupler l'abattage des arbres dans cette grande forêt. Elle abrite 20 000 espèces d'animaux, dont 250 d'oiseaux et 62 de mammifères. Parmi eux le bison, le plus grand animal terrestre d'Europe, mais aussi le lynx et le loup. C'est ici que poussent les plus hauts arbres du continent, des sapins de 50 mètres, des chênes et des frênes de plus de 40 mètres de haut.

## Impacts sur les milieux naturels

### Activités humaines

#### Agriculture et pêche

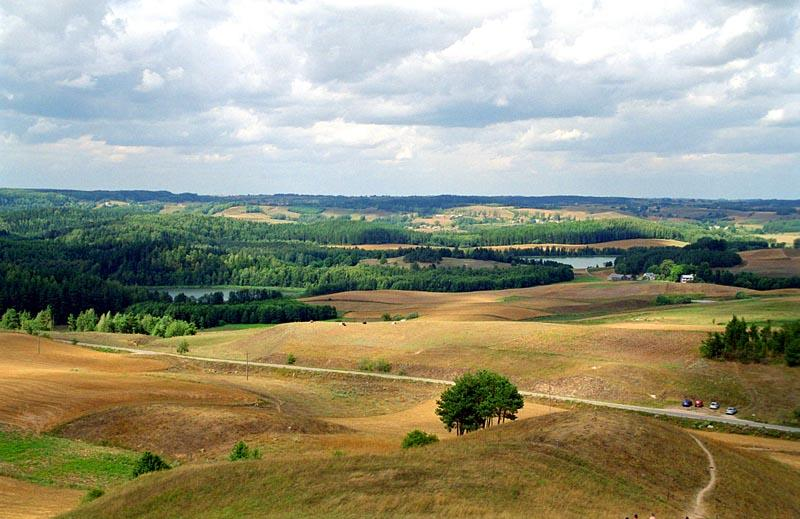
Paysage rural de Mazurie

Une exploitation agricole intensive s’est développée dans les années 1980. Les cultures les plus importantes sont le blé, la pomme de terre, le seigle, l'orge et l'avoine. Les autres grandes cultures sont la betterave sucrière, les cultures fourragères et les fruits notamment les pommes (dont elle est le premier exportateur mondial en 2013). Le pays produit aussi du lin, de l'houblon et du tabac. La Pologne a un important élevage porcin. La Pologne est connue historiquement pour sa polyculture.
La dégradation des sols devient au début des années 1990 l’une des plus dangereuses conséquences économiques d’un manque de protection de l’environnement. L’accumulation de métaux lourds, particulièrement de plomb, de cadmium, de soufre, et des nitrates rend de nombreux sols inaptes à la culture des légumes et des céréales. L'agriculture affronte également des problèmes d’acidification des sols.
L’industrie de la pêche est très importante dans trois régions (en Poméranie, en Poméranie occidentale et en Varmie-Mazurie), et plus particulièrement dans la zone des Cachoubes. Les captures (essentiellement de sprat) ont fortement chuté depuis 1988 (628 026 tonnes), atteignant 179 309 tonnes en 2008. Le quota de morue a été dépassé en 2007.

#### Exploitation des forêts
En 1987, le constat est le suivant : le gaspillage et l’irrationalité dans la gestion et l’exploitation des forêts ont mené à leur dévastation. En 1992, malgré une légère augmentation des surfaces boisées (27 % du territoire en 1970, 27,7 % en 1987), la structure par âge des peuplements forestiers et leur diversité biologique ne sont pas bonnes.

#### Industries
Le bassin houiller de la Haute-Silésie, notamment la conurbation de Katowice, est la grande région industrielle de Pologne, les charbonnages y sont associés à la sidérurgie et à la chimie. Les autres régions industrielles sont le centre portuaire de Gdańsk-Gdynia, la Basse-Silésie, la région de Łódź, de Cracovie et de Varsovie.
Les secteurs industriels sont les constructions mécaniques, le fer et l'acier, le charbon (mines), la chimie, les constructions navales, le conditionnement alimentaire, le verre, les boissons (dont la vodka, les textiles.

#### Transports

Autoroutes et routes principales de Pologne

Le transport en Pologne repose sur la route, le chemin de fer, les voies d'eau et les moyens aériens. La part du rail est prépondérante avec 51 % du total des transports[Quand ?].

### Pression sur les ressources

#### Pression sur les ressources non renouvelables

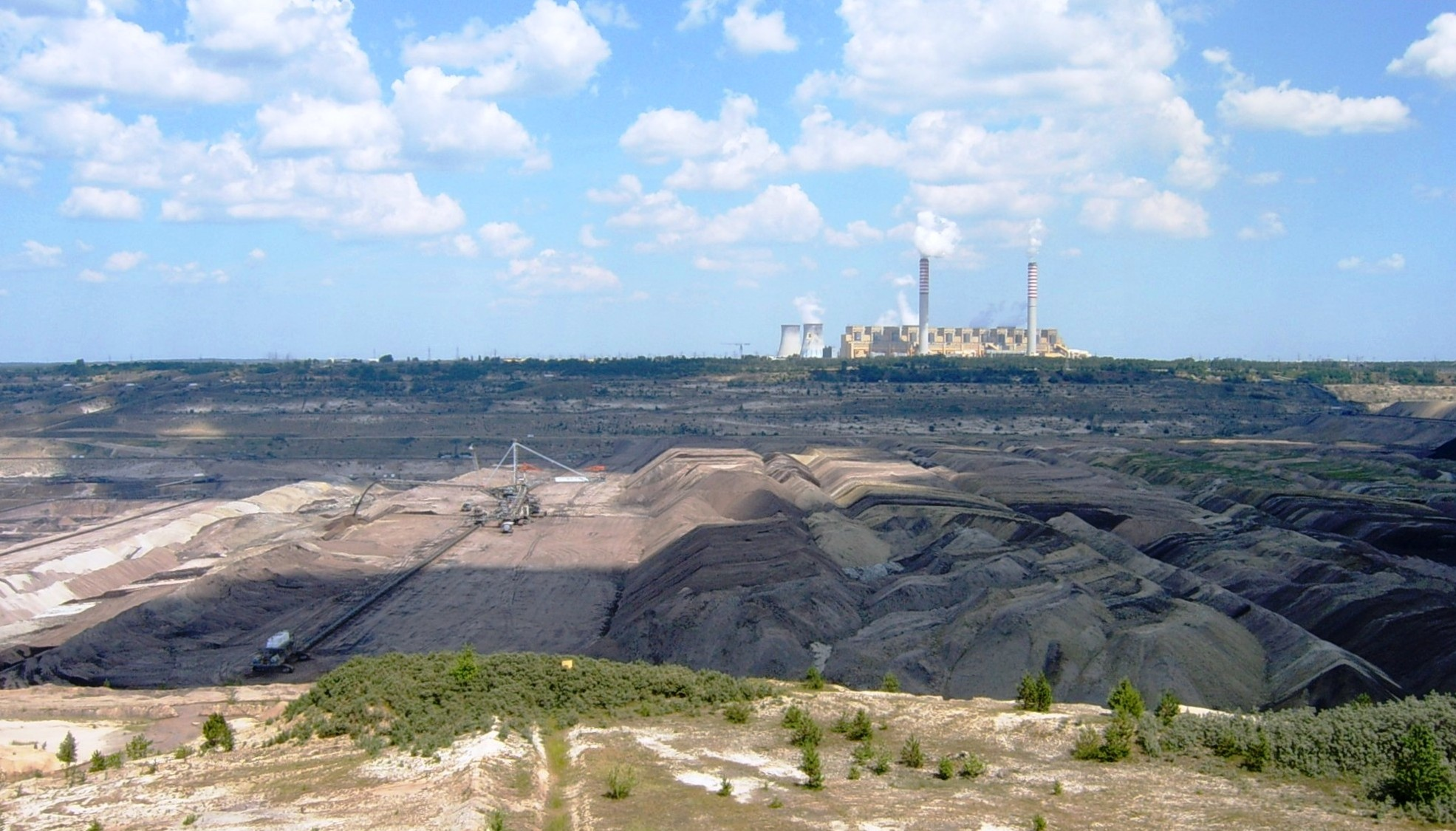
Mine de lignite de Bełchatów ; photo : juin 2007.

La Pologne est au 2e rang européen et au 9e rang mondial pour la production de charbon et lignite en 2012 (1,8 % de la production mondiale). Ces ressources fossiles se situent majoritairement dans le bassin de la Basse-Silésie et Haute-Silésie. La Pologne a produit 161 millions de tonnes de charbon en 2003. La Pologne extrait aussi du soufre dans la Voïvodie des Basses-Carpates, de l’argent, du cuivre, du zinc près de Katowice, du sel gemme près Cracovie, du plomb, du chrome, de la potasse et du nickel.
Quelques exploitations familiales extraient du pétrole brut avec des moyens artisanaux dans les environs de Lesko (à Ropienka notamment).
Dans les industries extractives du charbon, du cuivre, du zinc ou du plomb, ainsi que du soufre, les plans d’exploitation étaient réalisés avec un énorme gaspillage entraînant un épuisement rapide des ressources naturelles.
Des expériences d'extraction du gaz de schiste ont été menées.

#### Énergie
Les centrales thermiques fonctionnant au charbon ou au lignite, charbon bon marché aux conséquences désastreuses pour l’environnement, fournissent 94 % de la production d'électricité du pays.
À la suite de la guerre en Ukraine et de la crise énergétique, le lignite, interdit depuis 2020 pour le chauffage domestique, est de nouveau autorisé chez les particuliers en Pologne. Hautement toxique, il est aussi inefficace et inadapté à la combustion dans les nouvelles chaudières. Le lignite pollue l’air avec des composés soufrés, des composés azotés, des hydrocarbures, mais surtout du mercure. Dans les centrales électriques polonaises alimentées au lignite, des filtres permettent au moins de retenir une partie des polluants, ce qui n’est pas le cas de la technologie dans les maisons.

#### Ressources en eau
En 1980, la consommation annuelle d'eau était de l’ordre de 32 milliards de m3 et les réserves disponibles estimées à 22 milliards de m3 par an, le recyclage de l’eau devenant plus difficile à cause des pollutions.

### Pollutions

#### Les émissions de gaz à effet de serre (GES)
Malgré les efforts réalisés depuis la fin de l'ère communiste, la Pologne émet encore neuf tonnes de dioxyde de carbone par habitant, l'un des plus forts taux de l'Union européenne.

#### La pollution de l'air

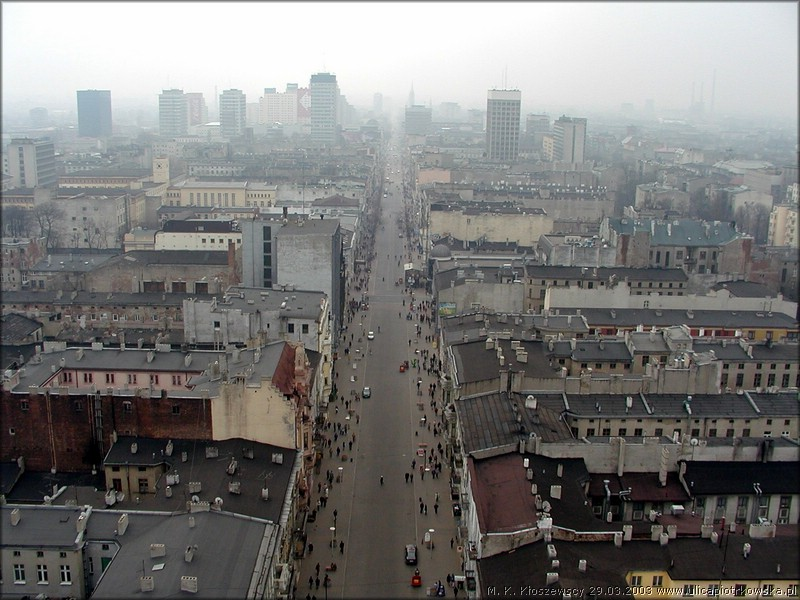
Smog à Łódź.

La situation s'est améliorée depuis 1989 en raison du déclin de l'industrie lourde et l'augmentation des préoccupations environnementales par les gouvernements post-communiste ; la pollution de l'air demeure grave en raison des émissions de dioxyde de soufre des centrales alimentées au charbon, des transports (croissance rapide du transport par camions), et les pluies acides ont causé des dommages importants dans les forêts.
Une Pollution de l'air excessive se produit dans 10 à 20 % du pays (dépassement des normes admissibles). Les régions les plus contaminées sont la Haute-Silésie, Cracovie et les zones des grandes villes. Cependant, ce sont environ 50 % de la superficie du pays qui sont concernés par la pollution atmosphérique, particulièrement celle de l’anhydride sulfureux.
La Pologne affronte chaque hiver de sérieux épisodes de pollution atmosphérique lors des pics de chauffage du fait de l’utilisation de chaudières obsolètes ou de combustibles inadaptés, les particuliers brûlant parfois du lignite (voir paragraphe Energie ci-dessus) ou leurs ordures. 
Les décés liés à la pollution de l'air sont estimés entre 60 000 et 80 000 personnes par an. L’espérance de vie des Polonais est plus courte de presque huit ans par rapport à celle des Italiens.

#### La pollution de l'eau
La mer Baltique est une mer quasi fermée, de faible profondeur. Le renouvellement de l'eau est très lent et les problèmes de pollutions favorisées. La salinité de la Baltique est très faible et sa productivité est très haute, avec un problème persistant d’eutrophisation.  La pollution de l'eau provenant de sources industrielles et municipales est également un problème.
En 1986, la qualité des eaux de surface polonaises est très faible, en raison d'une consommation excessive d’eau dans l’industrie, des rejets très pollués, d'une quantité toujours croissante d’effluents urbains et agricoles et d'une très faible efficacité des installations d’épuration. La forte pollution des rivières et des cours d’eau secondaires entraîne une faible pureté des eaux de la Vistule et de l’Oder.

#### La gestion des déchets
Avec 12 millions de tonnes de déchets municipaux en 2011, la Pologne est le sixième producteur de l’Union européenne. La quantité de déchets municipaux produite en Pologne ne cesse d’augmenter depuis les années 1990 (elle s’élevait à 9,9 millions de tonnes en 1995).
En moyenne, la mise en décharge légale concerne plus de 70 % des déchets municipaux, tandis que 17 % environ sont compostés, 11 % seulement recyclés et 1 % incinérés (2011). Les installations de tri et de recyclage des déchets sont peu développées dans le pays. Il n’existait en 2009 qu’un seul incinérateur de déchets municipaux, près de Varsovie. Six autres sont actuellement en construction. Avant la loi de 2013 sur l'obligation de gestion des déchets par les communes, environ 20 % des ordures ménagères n’étaient pas ramassées. Fin 2011, on comptait plus de 2 500 décharges sauvages dans le pays, dont les trois quarts en milieu rural.

### Impacts de l'urbanisation
Les plus grandes agglomérations du pays sont l'agglomération industrielle de Haute-Silésie autour de Katowice (3,4 millions d'habitants), Varsovie (2,7 millions), Łódź (1,4 million), Cracovie (1,2 million) et la « Tricité » formée par Gdańsk, Sopot et Gdynia (1 million). Les aires métropolitaines de Wrocław, Poznań, Szczecin, Bydgoszcz–Toruń et Lublin sont également importantes, avec respectivement 900 000, 850 000, 760 000, 750 000 et 650 000 habitants.

## L'exposition aux risques

### Risques naturels
La Pologne est exposée à de multiples aléas naturels : inondations, tempêtes, incendies, glissements de terrain, hivers rigoureux, canicules et sécheresses.
- Au cours de la période 1997-2001, de fortes chutes de pluie, des crues importantes et la rapide fonte des neiges ont provoqué à la fois des dégâts directement liés aux inondations (bassins de l’Odra en 1997 et de la Vistule en 2001) et de graves glissements de terrain sur l’ensemble du territoire polonais[11].
- Le 15 janvier 2007, la tempête Kyrill a fait 45 morts en Europe, dont 6 en Pologne.
- En mai 2010, les inondations dans le bassin de la Vistule font au moins 9 victimes[12]. D'autres inondations catastrophiques ont lieu la même année en décembre.
- Le 14 juillet 2012, une vague de tornades très puissantes s'abat sur la Pologne, faisant un mort et plusieurs blessés. L'une d'entre elles a parcouru 42 km et avait une largeur de 900 m.
- En août 2015, la Pologne connait une sécheresse nationale.

### Risques technologiques
La Pologne est affectée par les retombées de la catastrophe de Tchernobyl, directes ou amenées par des oiseaux ou animaux (bioturbation) de la Biélorussie et de l'Ukraine proche ou d'autres zones contaminées.

## Politique environnementale en Pologne

### Accords internationaux
La Pologne est Partie au présents accords : sur la pollution atmosphérique, l'environnement antarctique - Protocole au Traité sur l'Antarctique, la biodiversité, les changements climatiques, les espèces menacées, Environmental Modification, les déchets dangereux, le droit de la mer, Marine Dumping, l'interdiction des essais nucléaires, la protection de la couche d'ozone, la pollution des navires, les zones humides.
Les accords signés, mais non ratifié concernent : la pollution de l'air, les oxydes d'azote, la pollution atmosphérique, les polluants organiques persistants, la pollution de l'air - Soufre 1994, et les changements climatiques - Protocole de Kyoto.

### Niveau de sensibilité de la population
Des années 1960 aux années 1990, il y a une conscience sociale grandissante du problème de la pollution de l’environnement et des craintes qui en résultent. Par ailleurs, les habitants ne sont pas informés de l’état réel de l’environnement et ils n’ont pas confiance dans les informations qui leur sont fournies. La sensibilité à l'environnement est plus grande chez les habitants des logements communaux ou des coopératives. Les organisations écologistes, pour la plupart, se sont formées dans les années quatre-vingt, mais la portée de la sensibilité écologique reste limitée. Plus récemment, dans les années 2010 et 2020, des livres et programmes télévisuels à large audience, tels que ceux de Nela la petite reporter, et les actions de la fondation adossée The Adventure Starts Here, contribuent toutefois à diffuser des messages d'éducation à l'environnement.

### Les actions du gouvernement
Les premières lois sur la protection de la nature furent votées en 1934 puis 1949. Mais en 1950, priorité était donnée au développement rapide de l’industrie lourde et de l’industrie chimique, qui causaient d’énormes dommages à l’environnement. Dix ans plus tard, de nouvelles lois furent votées pour la protection de tous les éléments de la biosphère, sol, eau et air, et en 1970, des services chargés de la protection des milieux sont créés. Mais les entreprises pouvaient user de passe-droit.

#### Énergies et émissions de gaz à effet de serre
Afin de remplir ses engagements de réduction des émissions de gaz à effet de serre, la Pologne a engagé une politique de développement des énergies renouvelables, en particulier de la biomasse et des éoliennes.

#### Pollutions
Le 1er juillet 1993, une nouvelle loi sur la gestion des déchets entre en vigueur et confère aux communes l’entière responsabilité du tri, du ramassage, du transport, du recyclage et de l’élimination des déchets municipaux.

#### Risques
En 2002, le gouvernement polonais adopte une stratégie visant à réduire le risque d’inondations et de glissements de terrain.

#### Protection de la biodiversité
En 2016, le gouvernement polonais vote un plan gouvernemental qui consiste à couper trois fois plus d’arbres que prévu dans la forêt de Bialowieza. Il prévoit également une modification de la loi sur la chasse. Plusieurs ONG ont déposé une plainte à la Commission européenne le 19 avril 2016. Il existe un problème d'accès à l'information sur la nécessité de protéger les milieux naturels.  Une invasion d’insectes xylophages ravage également les épicéas. Pour le gouvernement, le seul moyen de sauver la forêt, c’est d’abattre les conifères malades. A contrario, des scientifiques et des écologistes estiment que la forêt doit se régénérer. L’Union européenne a pris le parti de ces derniers. Le 2 août, Bruxelles a demandé à la Pologne d’arrêter l’abattage d’arbres.

### Évaluation environnementale globale
En 2015, l'organisation Global Footprint Network (GFN) indique que la Pologne a un déficit écologique. La biocapacité par personne s'élève à environ 2 hag (hectare global par habitant), l'empreinte écologique par personne à 3,8 hag. C'est notamment le bilan carbone qui est plus de deux fois supérieur à la capacité forestière.
Le jour du dépassement (date de l’année, calculée par l'ONG américaine Global Footprint Network, à partir de laquelle l’humanité est supposée avoir consommé l’ensemble des ressources que la planète est capable de régénérer en un an) du pays est le 15 mai. La Pologne est l'un des pays dont la consommation dépasse le plus les capacités de la planète.